# 高屏溪斜張橋
高屏溪斜張橋，又稱南二高斜張橋，是臺灣一座橫跨高屏溪的福爾摩沙高速公路（南二高、國道三號）橋樑，位於高雄市大樹區與屏東縣九如鄉交界處、高屏溪出海口上游約28公里，為聯絡高雄市與屏東縣重要的交通要道。為國道三號跨越高屏溪進入屏東境內之重要門戶地標。

## 沿革
高屏溪斜張橋係緣於國道第二高速公路後續計畫燕巢九如段高屏溪河川橋工程，其中二高後續計劃第C381標高屏溪河川橋工程連接高雄縣（今高雄市）、屏東縣兩縣，總工程經費為新台幣21億3千6百萬元，由中華顧問工程司所設計，泛亞工程建設、利德工程、日商華大成營造與川田建設四家公司聯合承攬。1996年4月29日開工，歷時1,280個工作天，1999年12月30日完工通車。

## 結構諸元
高屏溪斜張橋橋長2,617公尺，包括主橋高屏溪複合斜張橋510公尺（預力混凝土橋180公尺，鋼箱型樑330公尺），以及引橋2,107公尺，橋面由不對稱的紅色斜張鋼索銜接。由於高屏溪斜張橋橋址所在之高屏溪兩岸地形高差達60公尺，故橋樑造型為了配合地勢變化並增添在地景觀，西端（高雄端）主橋採大跨徑單塔不對稱式斜張橋，橋長510公尺，橋寬34.4公尺，主橋跨徑330公尺，側跨徑180公尺，塔高183.5公尺，呈現特殊的A字造型，相當於61層高樓建築，而橋面距地面最高約達50公尺。該橋使用中鋼公司鋼材，總重約達7,800公噸，由中鋼結構公司進行相關鋼構作業之施工，先分成20個構件施作（每一構件重達400公噸），再於鋼構廠內先進行假組裝，完成後解體，再運至工地臨時鋼構場重新進行組裝，然後再進行吊裝工作，所有斷面之連結採用全焊接方式。該橋落成時為台灣首座複合式斜張橋，並且是亞洲最長之非對稱型單橋塔斜張橋
，跨徑僅次於德國跨越萊茵河的鐵橋排名全球第二位，2025年淡江大橋完工後，將是台灣第二長斜張橋。
| 設施名稱   | 數據（單位：公尺） | 介紹                                               |
| ---------- | ------------------ | -------------------------------------------------- |
| 高屏溪主橋 | 主跨330            | 單塔兩跨不對稱之單向複合斜張橋，全斷面銲接箱梁構造 |
| 邊跨徑     | 180                | 預力箱梁構造                                       |
| 橋塔台     | 高 183.5           | 預力構造                                           |

## 相片集

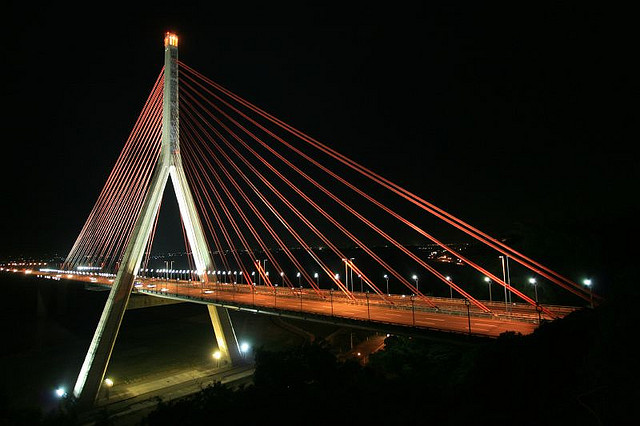
高屏溪斜張橋夜景
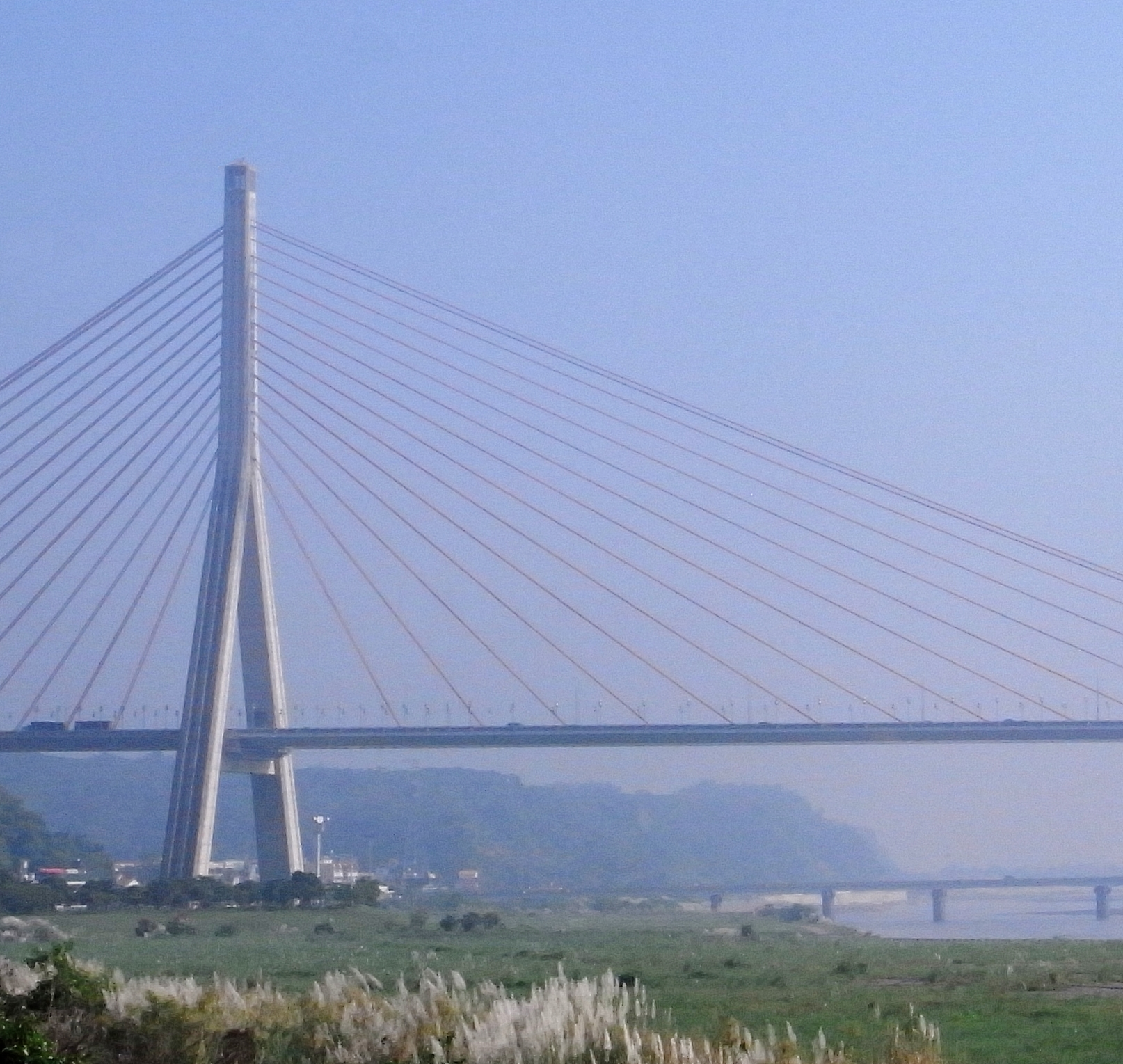
高屏溪斜張橋
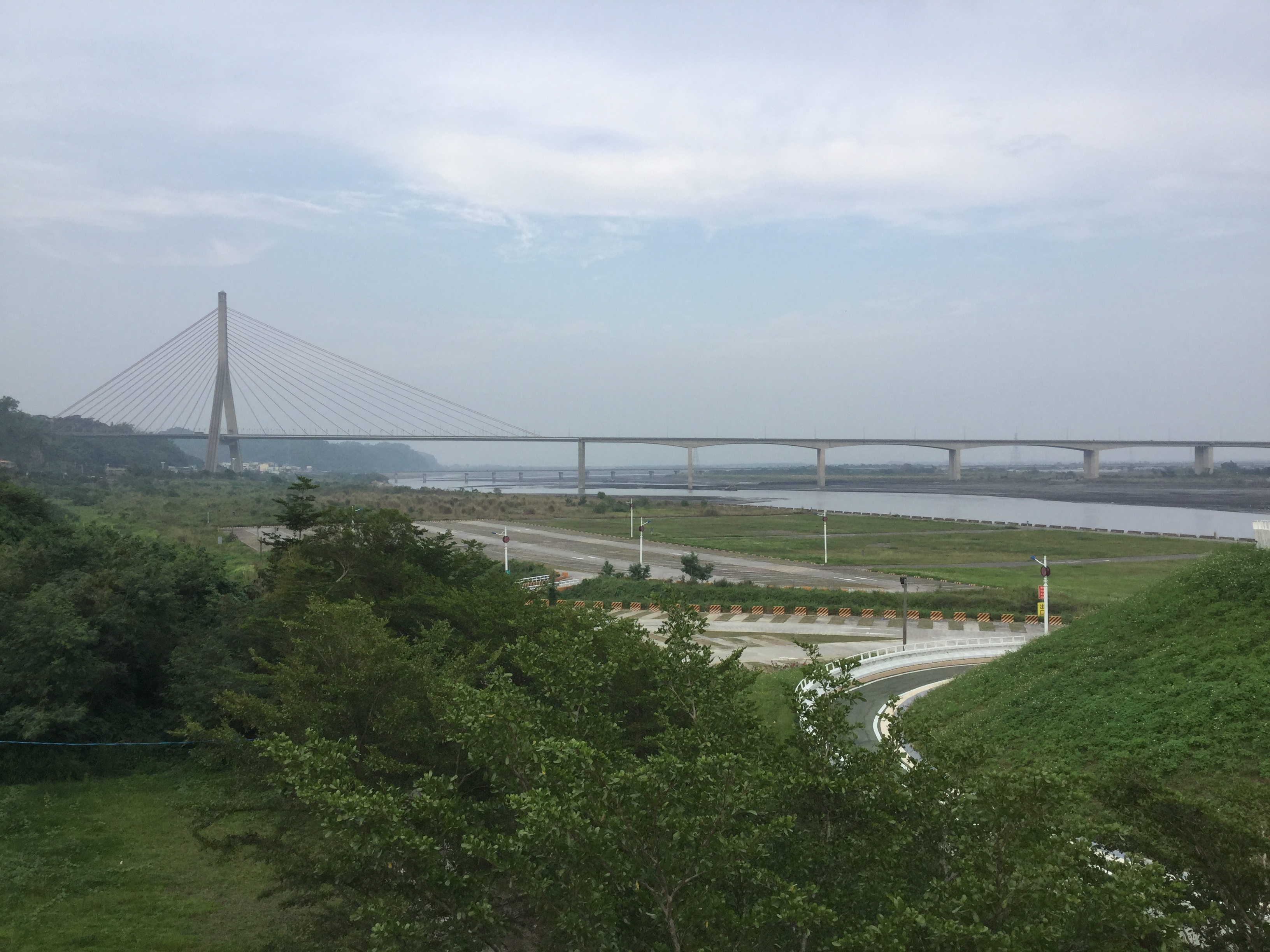
高屏溪斜張橋